# قاعدة حتسور الجوية

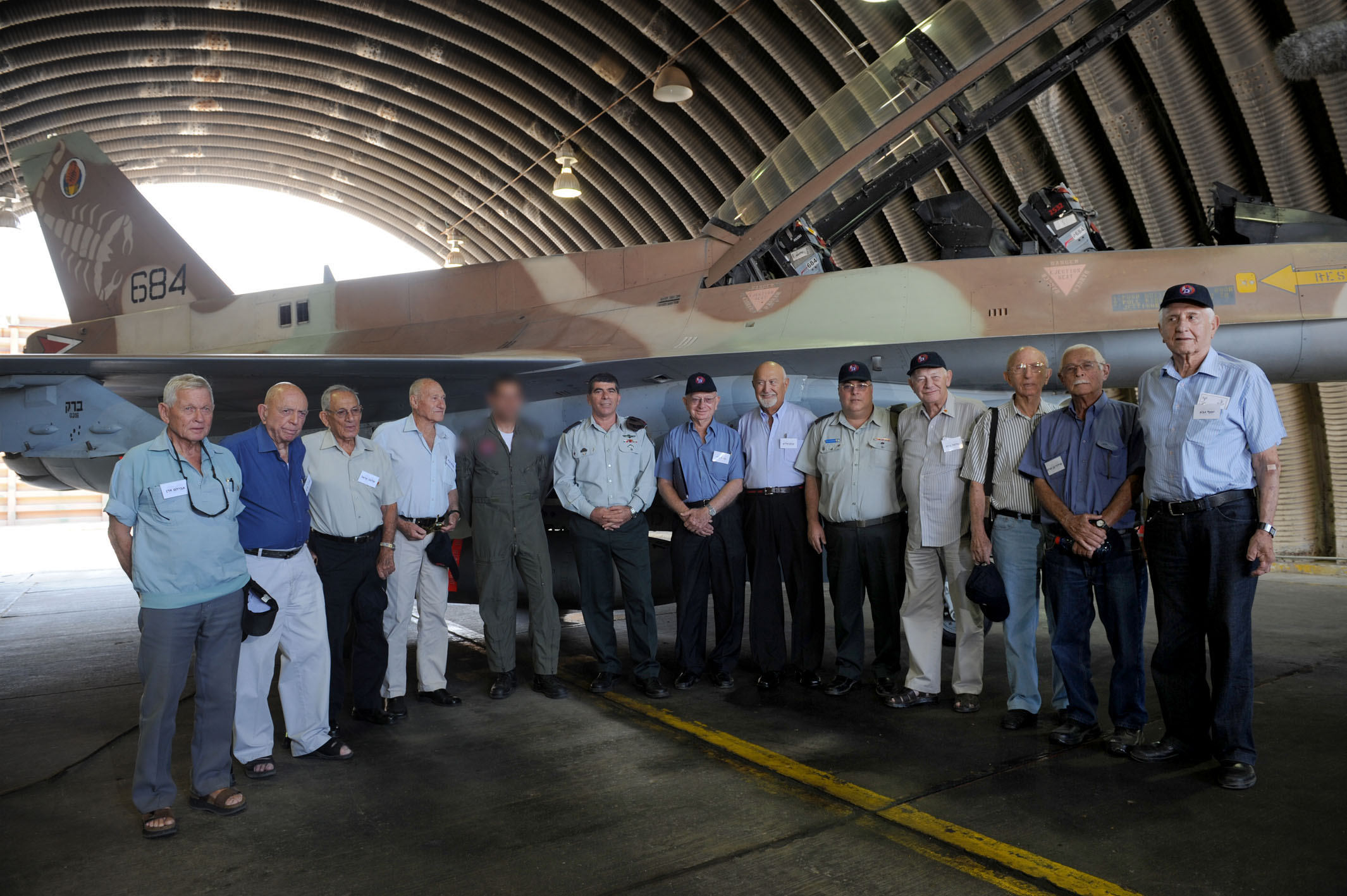
جابي أشكنازي يزور القاعدة، 2010

قاعدة حتسور الجوية (بالعبرية: בָּסִיס חֵיל-הַאֲוִויר חָצוֹר) (بالإنجليزية: Hatzor Israeli Air Force Base)‏ تحوي مطار عسكري يقع في إسرائيل، بني عام 1942م. يقع بالقرب من الساحل على البحر الأبيض المتوسط ، على مستوى مدينة القدس.
الأراضي التي بني عليها المطار تعود تاريخياً لقرى قسطينة والبطاني الشرقي وياصور.

## تأريخ
بنتها القوات الإنجليزية (سلاح الجو الملكي) عام 1942م على القرى والأراضي الفلسطينية.